# Arrondissement Saint-Affrique
Saint-Affrique is een voormalig arrondissement in het departement Aveyron in de Franse regio Occitanie. Het arrondissement werd op 17 februari 1800 gevormd en op 10 september 1926 opgeheven. De zes kantons werden bij de opheffing toegevoegd aan het arrondissement Millau.

## Kantons
Het arrondissement was samengesteld uit de volgende kantons:
- kanton Belmont-sur-Rance
- kanton Camarès
- kanton Cornus
- kanton Saint-Affrique
- kanton Saint-Rome-de-Tarn
- kanton Saint-Sernin-sur-Rance